# المركز الوطني لمعلومات اللقاحات
المركز الوطني لمعلومات اللقاحات هو منظمة غير ربحية مقرها في الولايات المتحدة، انتُقد المركز على نطاق واسع كمصدر رئيسي للتضليل ضد معلومات اللقاحات والتخويف منها. في حين يصف المركز نفسه بأنه «أقدم وأكبر منظمة بقيادة المستهلك تهتم بسلامة اللقاحات والتوعية بالحصول على الموافقة الخطية للحصول على التطعيمات»، إلا أنه ينشر معلومات كاذبة ومضللة بما في ذلك الادعاء الاحتيالي أن اللقاحات تسبب التوحد، وتصور حملاته التطعيم على أنه محفوف بالمخاطر، ويشجع الناس على النظر في «البدائل».
تأسست المنظمة تحت اسم اتحاد الآباء الناقمين معًا في عام 1982.

## خلفية عن المركز
شارك في تأسيس المنظمة في عام 1982 جيف شوارتز، باربرا لو فيشر (الذي استخدم اسم «باربرا لو آرثر» في دعوى قضائية فاشلة ضد بول أوفيت)، وكاثي ويليامز تحت اسم (اتحاد الآباء الناقمين معًا)، حيث لاحظ كل واحد منهم أن صحة أحد أطفالهم تتدهور في مرحلة ما بعد تلقي جرعة من اللقاح الثلاثي، وقد شاهد بث تلفزيوني حول فيلم اللقاح الثلاثي: اللقاح المصمم عن طريق الخطأ، ونسبواعلاقة سببية بين الاثنين. ظهر كلًا من فيشر وويليامز معلى حطة التلفزيون بعد البث، أعطت فيشر معلومات الاتصال بوالاس بالمحطة. كما شارك فيشر وهاريس كولتر في عام 1985 في تأليف كتاب، اللقاح الثلاثي: لقاح الظلام، الذي أكد وجود علاقة بين لقاح السعال الديكي الموجود في اللقاح الثلاثي والتوحد. أوصت لجنة مكافحة الأمراض الآن بتطوير لقاحات السعال الديكي الخلوية الأحدث، ولم تعد لقاحات الخلايا السعال الديكي ذات الخلايا الكاملة تستخدم في الولايات المتحدة. وإن كان ذلك لأسباب غير متصلة بالتوحد.
في أوائل الثمانينات، انضمت المنظمة إلى الأكاديمية الأمريكية لطب الأطفال لصياغة التشريع الأصلي لقانون إصابات اللقاح الوطني للطفولة لعام 1986، والذان أنشئا معًا برنامجًا لتعويض إصابات اللقاحات الفيدرالية، وكلف الأطباء إعطاء أولياء الأمور المعلومات المتعلقة بالمستحقات والمخاطر الناتجة عن التطعيم، وطالبوا الأطباء بتسجيل والإبلاغ عن الإصابات والوفيات الناجمة عن اللقاحات.
غيرت المنظمة اسمها إلى المركز الوطني لمعلومات اللقاحات في أوائل التسعينات.

## النقد
وصف الصحفي مايكل سبيكتر المركز الوطني لمعلومات اللقاحات على النحو التالي:
«... هي منظمة، والذي يبدو من اسمها أنها وكالة فيدرالية، إلا أنها في الواقع عكس ذلك تمامًا؛ إذ يعتبر المركز أقوى منظمة لمكافحة اللقاح في أمريكا، وتتمثل علاقتها مع الحكومة الأمريكية في الجهود الاتحادية المتعارضة الرامية إلى تطعيم الأطفال».
ويؤكد المركز الوطني لمعلومات اللقاحات أن هناك بحوثًا غير كافية توضح وجود صلة بين ارتفاع عدد الأطفال الذين تم تشخيصهم بمرض التوحد وبرامج التطعيم الشامل. ومع ذلك، كان هناك عددًا من الدراسات ومراجعات الأقران والتحليلات التلوية التي لم تظهر أي علاقة بين إعطاء اللقاحات وتشخيص التوحد.
يشير فيل بليت إلى أنه في حين «على موقعهم يأخذون» إصابات اللقاح «كما هو محدد»، فإن «مجموعة من الآثار مثيرة للاهتمام، بالنظر إلى أنه على حد علمي (وقد نظرت) لم يتم ربط أي منها باللقاحات في الدراسات الطبية الحقيقية».
تلقى المركز الوطني لمعلومات اللقاحات انتقادات في أبريل 2011 للإعلانات التي وضعت في ميدان التايمز.   وانتقدت الإعلانات التحصين في مرحلة الطفولة ورشحت موقعًا للطب البديل. وفي رسالة إلى «سي بي اس»، قال مالك الأكاديمية الأمريكية لطب الأطفال: «من خلال توفير مساحة إعلانية لمنظمة مثل» المركز الوطني لمعلومات اللقاحات«، فإنك تعرض آلاف الأطفال للخطر.»
تم بث إعلان مثير للجدل أصدره المركز الوطني لمعلومات اللقاحات بخصوص التدابير الوقائية للإنفلونزا على بعض خطوط دلتا الجوية، مما دفع رئيس الأكاديمية الأمريكية لطب الأطفال إلى كتابة رسالة إلى الرئيس التنفيذي لشركة دلتا 4 نوفمبر 2011، وحث شركة دلتا على «إزالة هذه الرسائل الضارة». كما تم تقديم عريضة على الإنترنت لحث دلتا لإزالة الإعلانات.
رفضت شركة خطوط دلتا الجوية وقف عرض الإعلان وطالبت معهد العلوم في الطب للاحتجاج، واصفةً القرار:
"... لا يمكن الدفاع عنها من منظور الصحة العامة..."، قائلا "إن إعلان المركز الوطني لمعلومات اللقاحات، كما لاحظ أحد المعلقين على نحو ملائم، يشبه حصان طروادة، حيث يتم توجيه الركاب على متن خطوط دلتا الجوية في نوفمبر إلى موقع منظمة بارزة لمكافحة التطعيم، التي حاولت إبطال حملات التلقيح الوطنية لمدة ثلاثة عقود، وعلاوةً على ذلك، فإن المركز الوطني لمعلومات اللقاحات لديه اسم يبدو للوهلة الأوى وكأنه وكالة فيدرالية، وقد يخطئ الركاب في اعتباره كمصدر للمعلومات الموثوقة.

## روابط خارجية
- الموقع الرسمي
- National Childhood Vaccine Injury Act: Vaccine Injury Table, وزارة الصحة والخدمات البشرية الأمريكية
- History of Vaccine Safety مراكز مكافحة الأمراض واتقائها
- Barbara Loe Fisher at قاموس المتشكك